# 杜樂麗花園

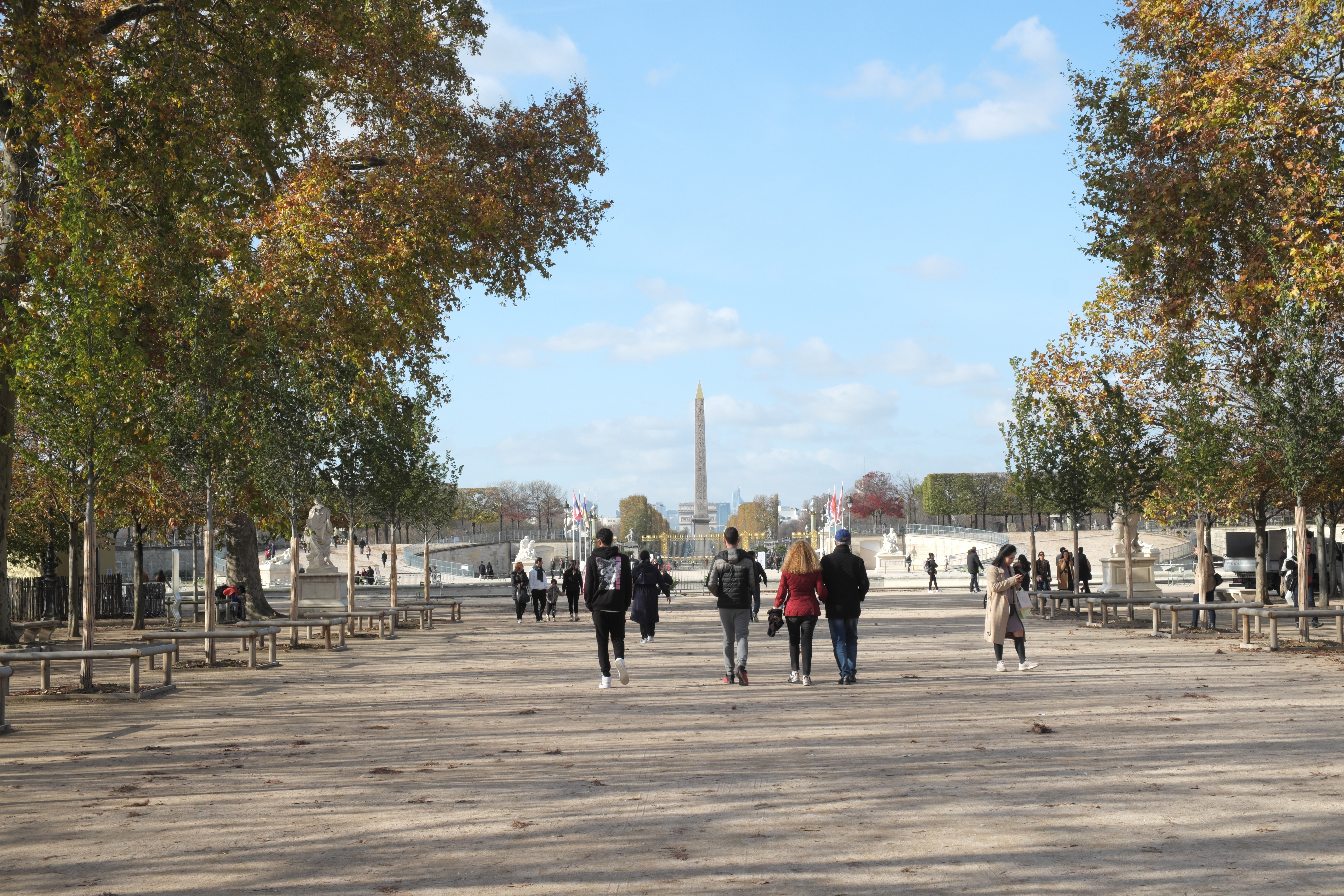
杜樂麗花園，從此處可看見協和廣場與凱旋門

杜樂麗花園（法語：Jardin des Tuileries）是法國巴黎一座對外開放的庭園，位於羅浮宮與協和廣場之間。杜樂麗花園是由王后凯瑟琳·德·美第奇於1564年時為了興建杜樂麗宮所設計的。杜樂麗花園於1667年首次對外開放，並在法國大革命後成為公園。從19世紀開始，杜樂麗花園成為巴黎人民休閒、散步及放鬆心情的場所。

## 歷史

### 凱瑟琳·德·美第奇時期

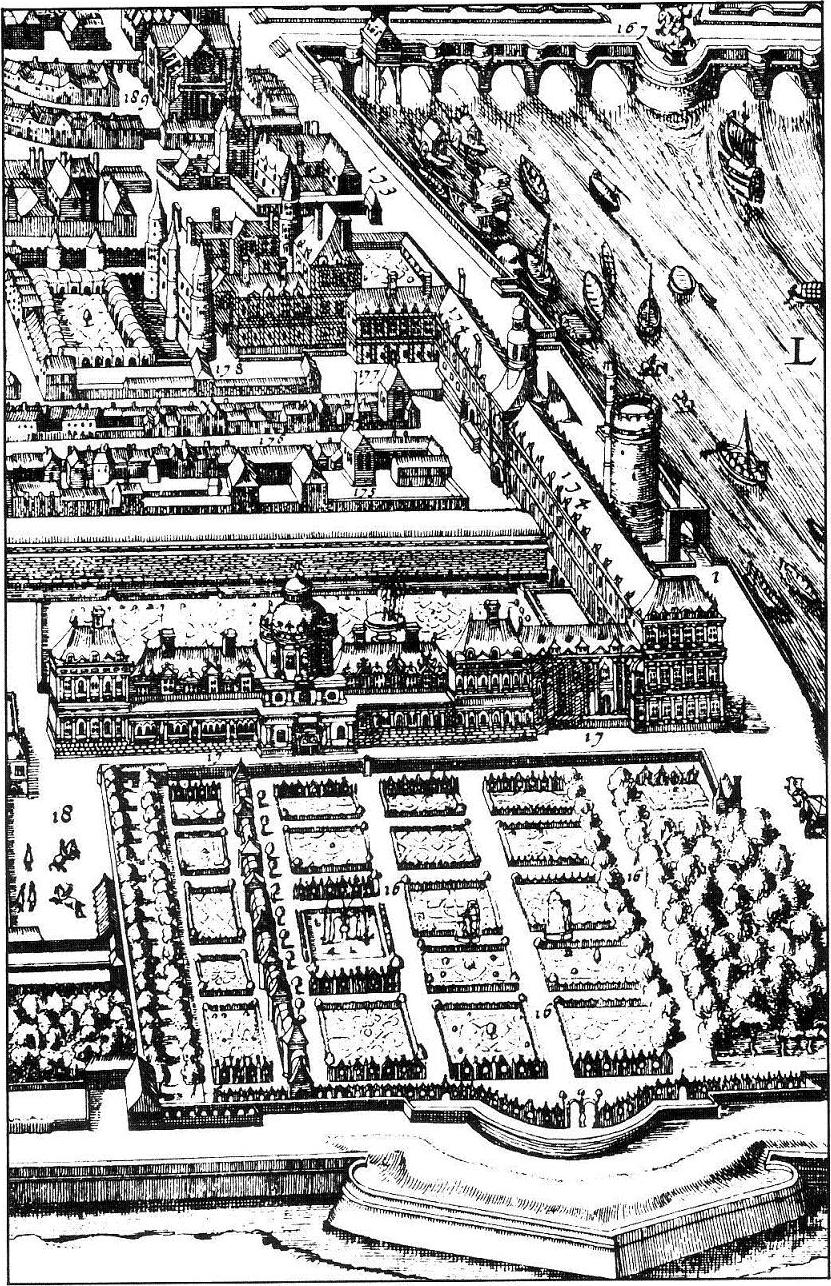
1615年的杜樂麗花園，可以看見長廊與騎馬學校

瓦卢瓦王朝國王亨利二世在1559年7月駕崩後，他的妻子凱瑟琳·德·美第奇王后決定與兒子弗朗索瓦二世將住所從巴士底附近遷移到羅浮宮。她決定在這裡建造一座新的皇宮，並根據家鄉佛羅倫斯的風景來設立一座庭園。
當時塞納河北邊沿岸有一些空地，而且北方是聖奧諾雷路，羅浮宮位在東方，城牆與護城河則位在西方。美第奇王后於是決定在此設立新皇宮。她從佛羅倫斯僱用園林設計師來設計一座義大利文藝復興式庭園，並有噴水池、迷宮與一座用動植物彩陶來裝飾的石窟。
杜樂麗花園完成後長500公尺，寬300公尺。它被六條小巷子分割成許多長方形的區域，並種植著草皮、花圃與樹木，甚至擁有廚房花園與葡萄園。
杜樂麗花園是當時巴黎最大也是最美麗的花園。美第奇王后在此舉型豪華宴會宴請英格蘭女皇伊莉莎白一世所派遣的大使與女兒瑪格麗特與亨利四世的結婚典禮。

### 亨利四世時期
亨利三世在1588年被迫逃離巴黎，於是花園年久失修。他的繼任者亨利四世（1589至1610年） 與他的園丁克勞德·莫勒（Claude Mollet）重整花園，建造了覆蓋長廊的花園，並種植了與小巷子平行的桑樹，他希望在那裡能養蠶並開始法國的絲綢工業。他還建立了一個長方形底部（長65公尺寬45公尺）的噴泉，一個被稱為莎瑪麗丹（La Samaritaine）的幫浦提供水源，它於1608年已建立在新橋上。

### 路易十三時期
亨利四世逝世後，九歲的路易十三在1610年杜樂麗花園的新主人，杜樂麗花園成為他的大型遊樂場。路易十三世在這裡打獵及飼養動物。瑪麗·德·美第奇在花園北側設立騎馬學校與馬厩。

### 路易十四時期

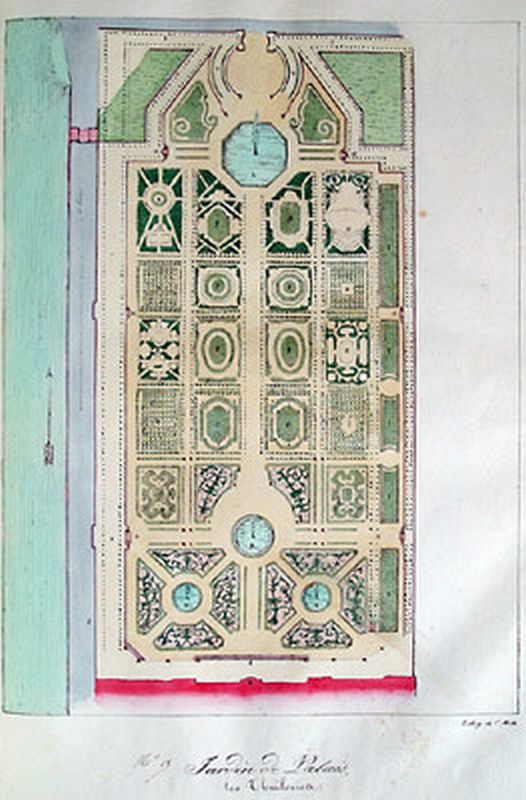
勒諾特的杜樂麗花園設計圖

路易十四在1662年為慶祝第一個孩子出世，在杜樂麗花園舉行盛大的慶祝宴會。後來這個地方被稱為卡魯索廣場（Place du Carrousel）。路易十四在1664年命令園林設計師勒諾特（André Le Notre）重新設計了杜樂麗花園的花壇和桔園。勒諾特的祖父皮爾勒諾特是凱瑟琳·德·美第奇的園丁，而父親也曾是杜樂麗花園的園丁。
勒諾特立刻將杜樂麗花園轉變成法國式花園（Garden à la française），他在子爵城堡首次嘗試這種風格，後來的凡爾賽宮則是他最成功的設計。
在法國詩人夏爾·佩羅（《睡美人》等著名童話故事的作者）的要求與士兵及乞丐的期盼之下，杜樂麗花園在1667年首次對外開放，成為法國首座對外開放的皇室庭園。

### 18世紀
在路易十四去世後，年僅五歲的路易十五成為杜樂麗花園新的主人，當時因為法國宮廷已移往凡爾賽宮，所以花園已被遺棄將近四十年。柯塞沃克（Antoine Coysevox）在1719年從馬爾利的國王住所搬移大型雕像放置在花園的西邊入口。
亞歷山大·凱薩·查爾斯（Alexander Cesar Charles）與羅伯特兄弟在1783年12月1日於杜樂麗花園完成熱氣球升空的測試。杜樂麗花園裡也出現小吃攤，椅子只需要少許多租金。公共廁所則在1780年設立於杜樂麗花園中。

### 法國大革命

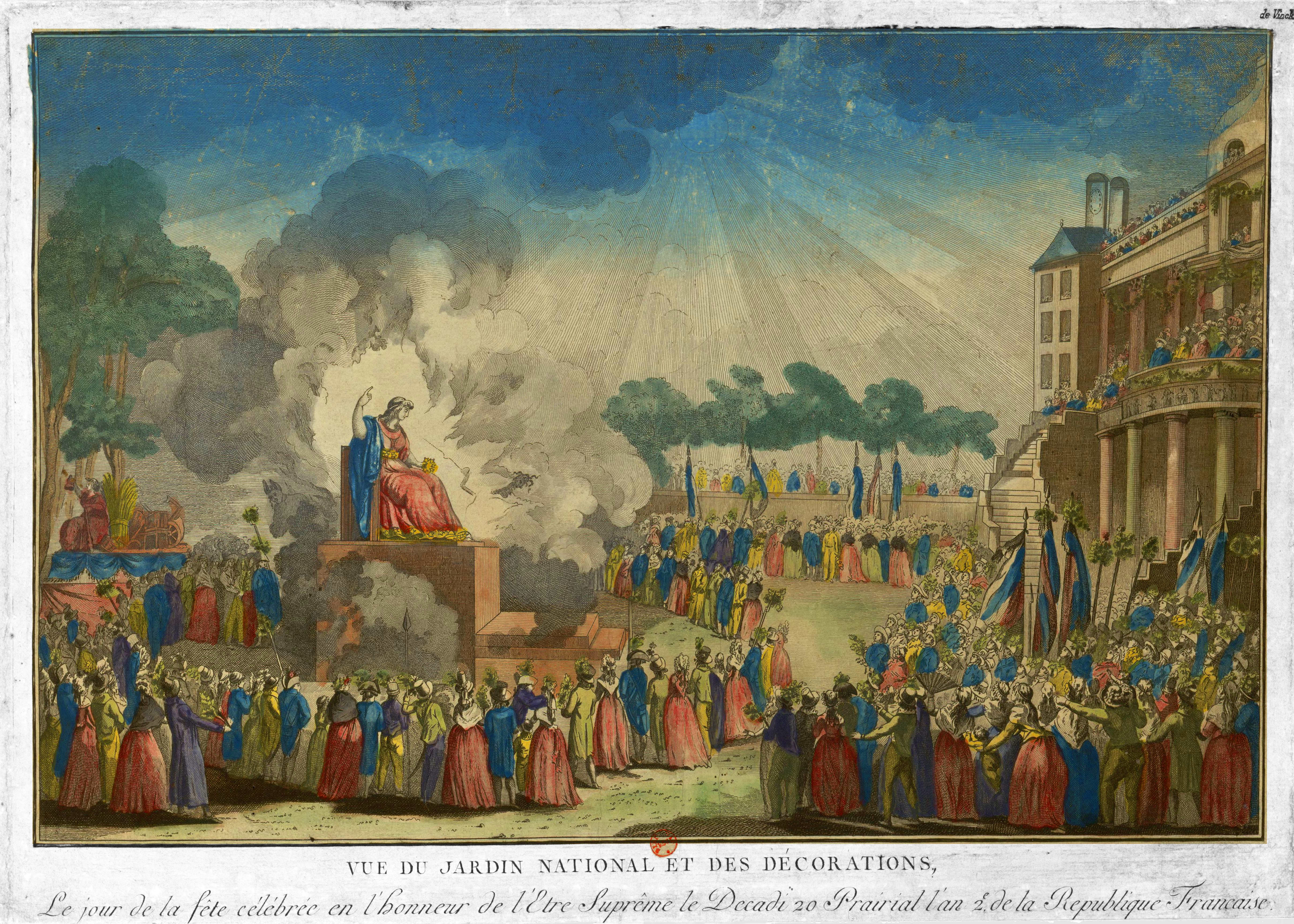
杜樂麗花園在法國大革命期間被命名為國家花園

法國大革命在1789年10月6日展開後，國王路易十六前往杜樂麗宮。除了下午以外，杜樂麗花園並未向公眾開放。花園的一部分被賦予皇后瑪麗·安托瓦內特，作為她的私人用途。
在路易十六企圖逃離法國失敗後，對於這個皇室家庭的監視情況隨之增加。皇室被允許在1791年9月18日晚上於公園裡散步，當時正舉行慶祝法國新憲法成立的宴會，公園裡的小巷子都被燈籠構成的金字塔所照亮。一群暴徒在1792年8月10日衝進皇宮，國王的衛兵在花園被他們追逐及屠殺。（參見8月10日） 。在國王權力被解除與消滅後，杜樂麗花園成為新法蘭西共和國的國家花園。新政府在1794年指派畫家雅克-路易·大衛與聖予貝爾來重建花園。他們設計了羅馬式門廊，紀念性門廊，圓柱以及其他的古典裝飾物。大衛和聖予貝爾的計畫従未完成。今天遺留下來的是兩個室外討論區，位在花園中央的兩個池塘附近，由許多雕像裝飾的半圓形低牆。
雖然大衛的計畫沒有完成，不過大量的雕像從皇室住所被帶到花園裡展示。1794年6月8日，馬克西米連·羅伯斯比爾為了榮耀最高神祇，在杜樂麗花園裡舉行儀式，佈景與服裝設計則是由雅克-路易·大衛來負責。經過聖歌讚美儀式後，羅伯斯比爾放火燒毀一個代表無神論、野心、利己主義和虛偽無知的人體模型，並展示一座智慧雕像.。

### 19世紀

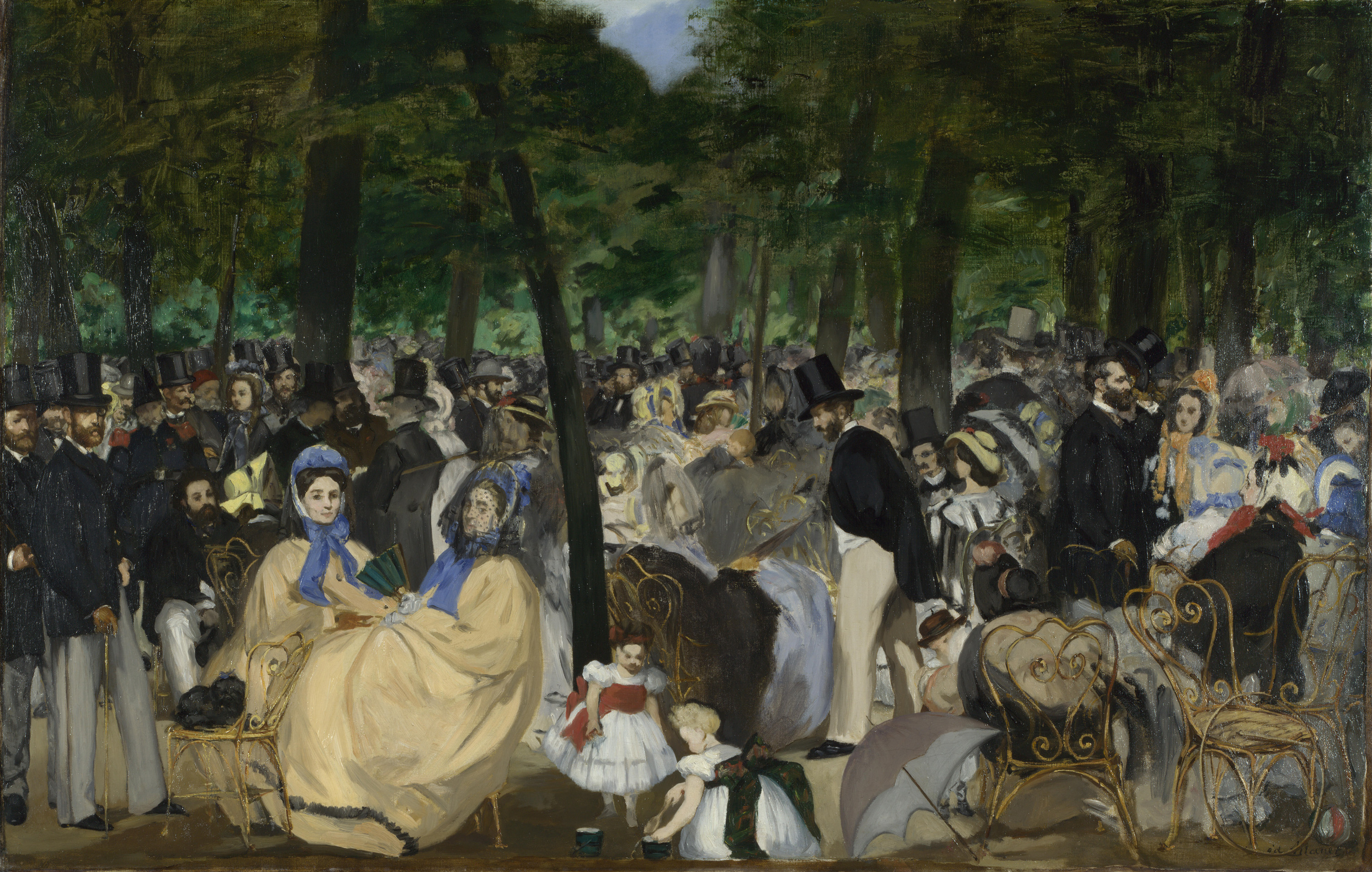
畫家愛德華·馬奈於1862年完成的《杜樂麗花園音樂會》

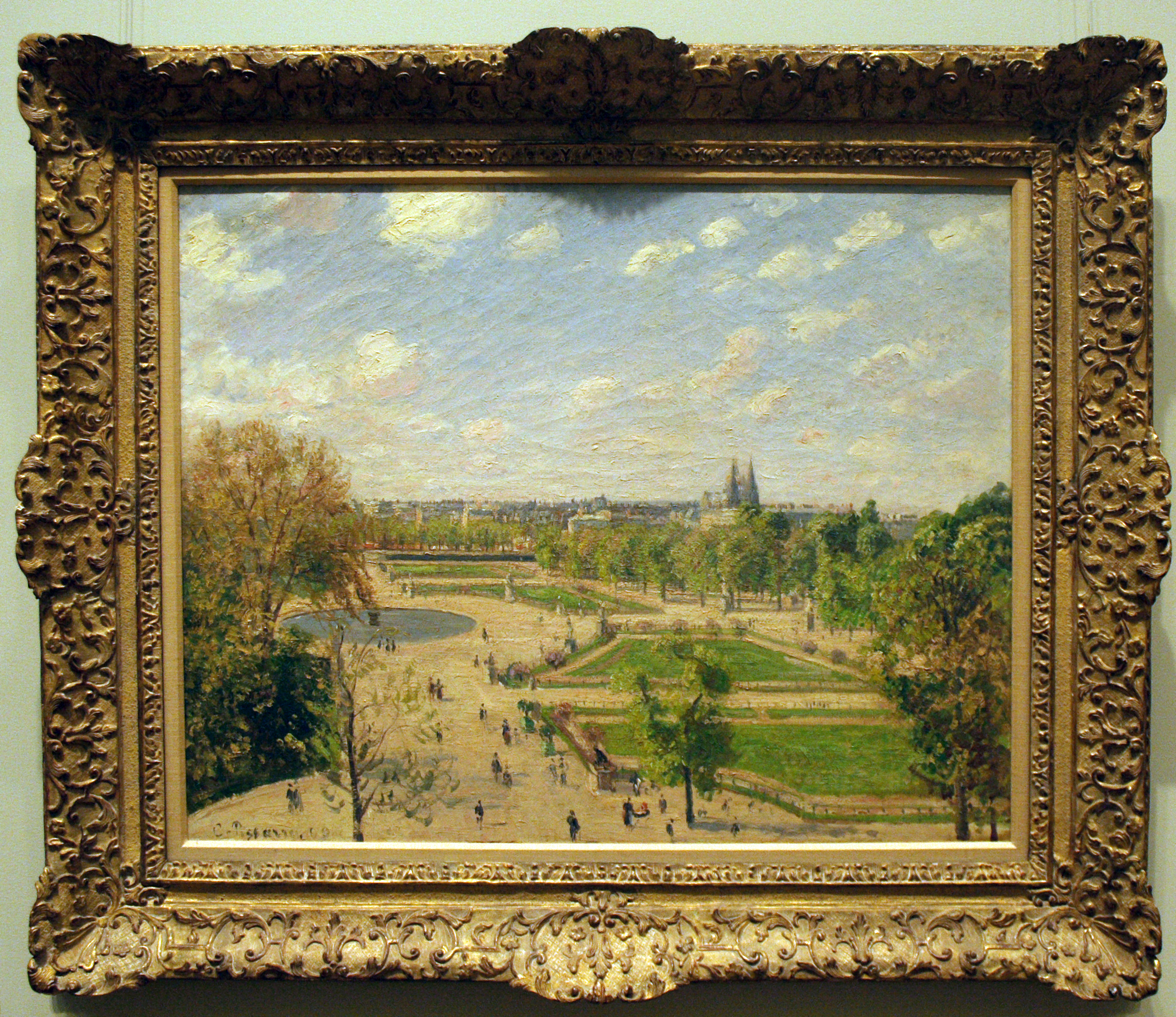
畫家卡米耶·畢沙羅於1899年完成的《春天早晨的杜樂麗花園》

在19世紀，杜樂麗花園是一般巴黎人放鬆心情、聚會、散步、娛樂、享受新鮮空氣與綠地的場所。
拿破崙一世在1800年2月19日搬進杜樂麗宮，並且開始改善內部以成為一個皇帝的住所。一條新的街道穿過羅浮宮與卡魯索廣場之間，並建造圍牆圍繞在庭院四周，他還建立了一個小凱旋門，風格仿照羅馬的塞普蒂米烏斯·塞維魯凱旋門，位於卡魯索廣場中央，作為宮殿的正門。
拿破崙一世在1801年下令在杜樂麗宮北側建造一條新的街道，通過瑪麗德美第奇興建的騎馬學校和馬厩，以及法國大革命期間關閉的貴族的私人花園與修道院。為了紀念拿破崙一世在1797年的勝利，這條街道被稱為里沃利街。
拿破崙一世也修改花園內部的設計。他繼續在花園舉行軍事遊行，並舉辦宴會活動，包括他在1810年4月2日舉行自己的婚禮，迎娶瑪麗·路易莎。
在拿破崙一世失勢後，杜樂麗花園曾短暫的被奧地利和俄羅斯士兵所佔領。新國王查理十世恢復君主制，並在花園裡慶祝聖查爾斯節。
在1830年，經過短暫的法國七月革命，新國王路易-菲利普一世成為杜樂麗花園的主人。他想要在花園裡創造一個私人花園，於是杜樂麗宮前端的一部分被用圍籬與花園其他部分切割開來。
經過1852年短暫的另一場革命（二月革命）後，第二共和的統治結束，新的皇帝拿破崙三世成為杜樂麗花園的新主人。他在花園裡設計花壇、植物與新的雕像來裝飾他的私人花園。為了他的兒子拿破崙·歐仁·路易·波拿巴，他在1859年將花園的一部份闢為操場。當皇帝不在巴黎時（通常是從5月至11月），整個花園，包括他的私人花園和運動場在內，是完全對外開放。
路易·拿破崙皇帝在1870年普法戰爭中戰敗並遭到德國人俘虜，巴黎公社順勢在巴黎起義。後來法國政府軍攻入巴黎，巴黎公社面臨失敗，於是下令焚毀巴黎的主要建築，包括杜樂麗宮與羅浮宮。而被燒毀的杜樂麗宮直到1883年才被拆除，宮殿的原址則成為杜樂麗花園的一部分。

### 20世紀

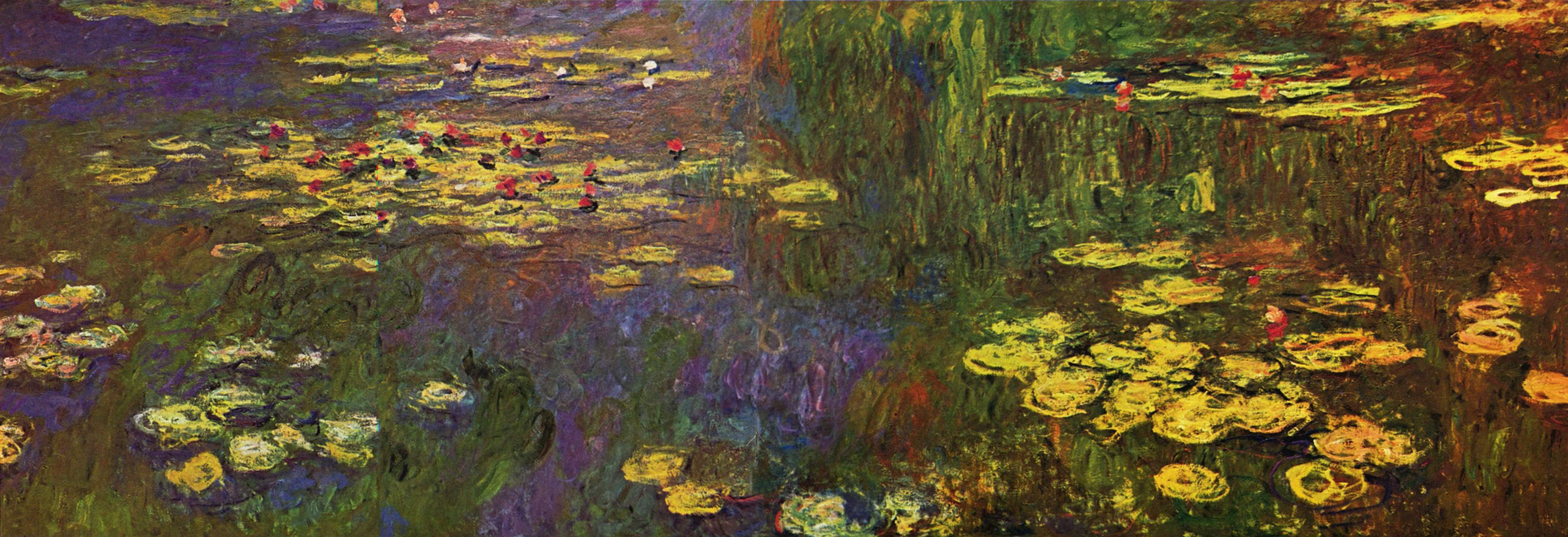
克勞德·莫內的畫作《睡蓮》

在19世紀末與20世紀初，杜樂麗花園裡充滿了公眾娛樂活動:雜技、木偶劇院、檸檬攤販、搭船與騎驢活動，也有販賣玩具的攤販。1900年夏季奧林匹克運動會期間，公園裡舉辦了擊劍項目。在第一次世界大戰於1914年爆發後，公園裡的雕像被沙袋包圍，兩枚德國發射的遠程砲彈在1918年則墜落在花園裡。
在戰爭爆發期間，手球（Jeu de paume）運動場變成美術館，而美術館的西邊則用來展示克勞德·莫內的畫作《睡蓮》。位於花園西端的橘園美術館則逐漸成為當代西方藝術的展示場所。
在第二次世界大戰期間，手球運動場被德國人當作為放置他們盜竊或沒收而來的藝術品倉庫。
在1944年解放巴黎時，花園裡發生許多戰鬥。莫內的畫作《睡蓮》在這次戰鬥中受到嚴重的破壞。
直到1960年代，幾乎花園裡所有的雕塑都可以追溯至18或19世紀。在1964年-65年，法國總統夏爾·戴高樂下令文化部長安德烈·馬爾羅將卡魯索廣場周圍的19世紀雕像移走，更換成阿里斯蒂德·馬約爾的當代雕塑品。

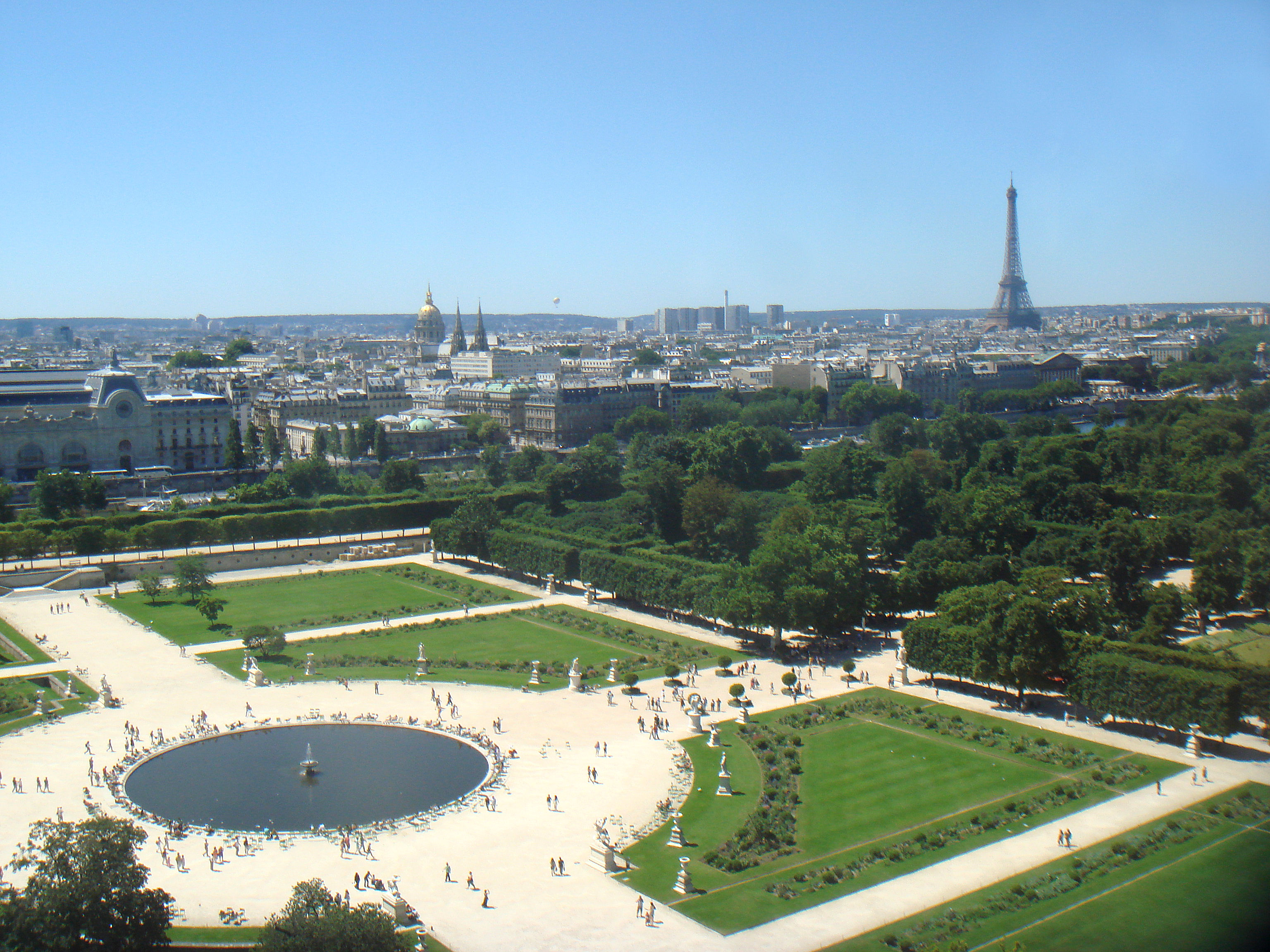
杜樂麗花園全景

法國總統法蘭索瓦·米特朗在1994年推行大羅浮宮計劃，於是比利時景觀設計師雅克·維爾茨（Jacques Wirtz）重建杜樂麗花園，並在廣場上新建一個迷宮。
在1998年雅克·席哈克總統的命令下，让·杜布菲、亨利·勞倫斯（Henri Lawrence）、亨利·摩爾、里西埃（Germaine Richier）、奧古斯特·羅丹及大衛·史密斯（David Smith）的現代雕塑作品被安置在花園裡。在2000年又增加了一些在世藝術家的作品，包括瑪格達蓮納·阿巴卡諾維茲（Magdalena Abakanowicz）， 露薏絲·布爾喬亞（Louise Bourgeois）、湯尼·克拉格（Tony Cragg）、羅伊·李奇登斯坦（Roy Lichtenstein）與勞倫斯·韋納（Lawrence Weiner）。另一個由丹尼爾·德哲玆（Daniel Dezeuze）、埃里克·迪德曼（Erik Dietman）與尤金·杜狄格尼（Eugène Dodeigne）共同完成的作品《請勿碰觸》（Priére Toucher）也在同一時間被放置在杜樂麗花園中。